# Chełminek

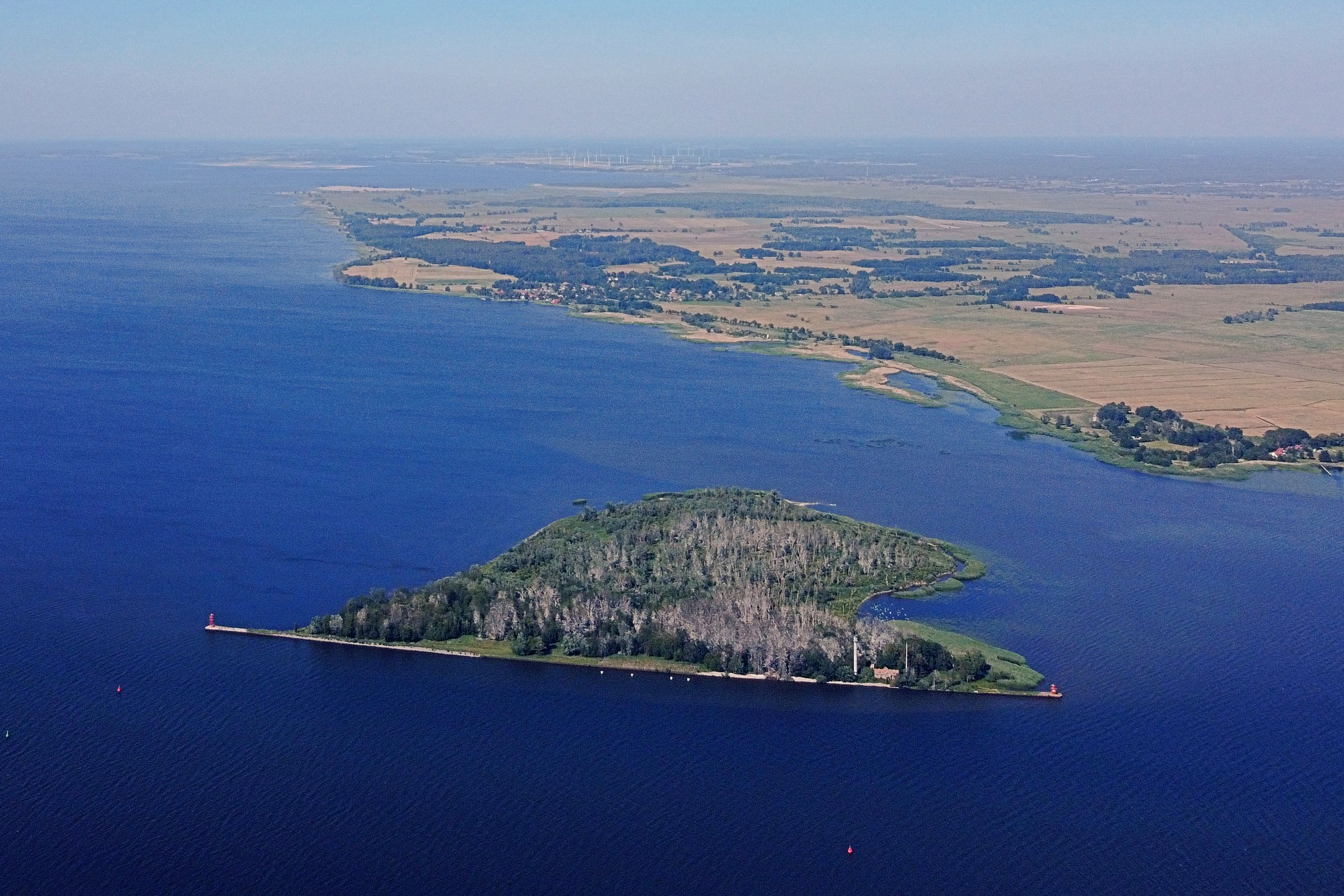
Chelminek

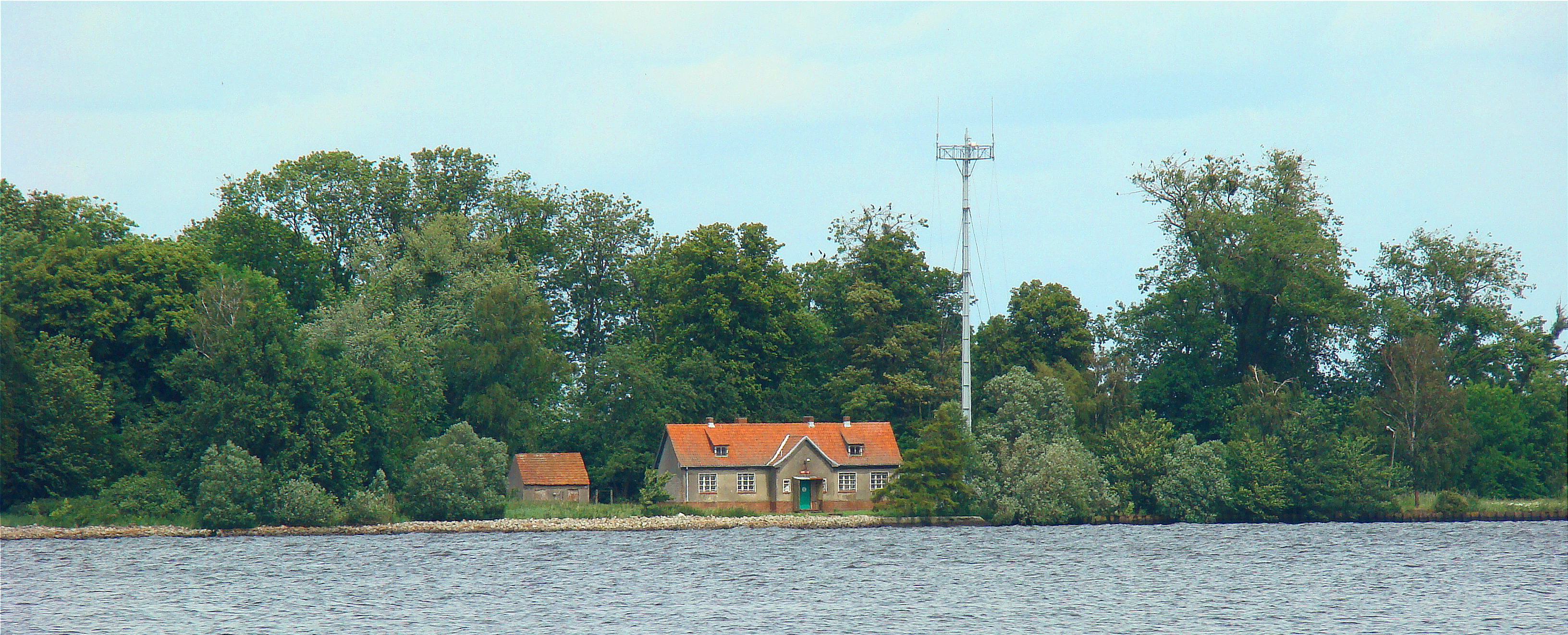
Dawny dom latarnika

Chełminek (do 1945 niem. Leitholm) – sztuczna wyspa na Zalewie Szczecińskim, na północny wschód od Trzebieży.

## Charakterystyka
Ma ok. 0,10 km² powierzchni i wznosi się ok. 1,7 m n.p.m. Na południe od Chełminka zaczyna się Roztoka Odrzańska, będąca zatoką Zalewu Szczecińskiego.
Od średniowiecza istniała w tym miejscu mielizna, którą od początku XVIII w. oznaczano statkiem latarniowym. Obecna wyspa powstała na mieliźnie po roku 1889 z urobku, podczas pogłębiania toru wodnego Szczecin-Świnoujście wytyczonego bezpośrednio na zachód od wyspy. Jest ważnym punktem nawigacyjnym oznaczonym dwiema latarniami świecącymi światłem koloru czerwonego. Na Chełminku znajdują się: dawny dom latarnika, mała przystań, tory wagoników wąskotorowych. Porastają go szuwary, paprocie, olsy. Chełminek obecnie jest niezamieszkany.
Nazwę Chełminek wprowadzono urzędowo rozporządzeniem w 1949 roku, zastępując poprzednią niemiecką nazwę wyspy – Leitholm. Nazwa wyspy pochodzi od wyrazu chełm – wzniesienie, nazywana przez żeglarzy też Wyspą Nawigacyjną i Jasnym Chełmem.
|            | Okres        | Jednostki podziału terytorialnego                                                         |
| ---------- | ------------ | ----------------------------------------------------------------------------------------- |
|            | 1889 – 1918  | Cesarstwo Niemieckie, Królestwo Prus, prowincja Pomorze                                   |
|            | 1919 – 1933  | Rzesza Niemiecka (Republika Weimarska), kraj związkowy Prusy, prowincja Pomorze           |
| III Rzesza | 1933 – 1945  | III Rzesza, prowincja Pomorze                                                             |
| Polska     | 1945 – 1950  | Rzeczpospolita Polska (Polska Ludowa), województwo szczecińskie                           |
| Polska     | 1950 – 1957  | Rzeczpospolita Polska (Polska Ludowa), województwo szczecińskie                           |
| Polska     | 1957 – 1975  | Polska Rzeczpospolita Ludowa, województwo szczecińskie                                    |
| Polska     | 1975 – 1989  | Polska Rzeczpospolita Ludowa, województwo szczecińskie                                    |
| Polska     | 1989 – 1998  | Rzeczpospolita Polska, województwo szczecińskie, gmina Stepnica                           |
| Polska     | 1999 – teraz | Rzeczpospolita Polska, województwo zachodniopomorskie, powiat goleniowski, gmina Stepnica |